# Höllenjagd bis ans Ende der Welt
Höllenjagd bis ans Ende der Welt ist ein Abenteuerfilm des Regisseurs Brian G. Hutton aus dem Jahr 1983. Die Hauptrollen spielen Tom Selleck und Bess Armstrong. Der Film basiert auf dem Roman Unternehmen Drachenritt (Originaltitel: High Road to China) von Jon Cleary.

## Handlung
Eve Tozer ist ein Glamourgirl und Flapper, die im Istanbul der 1920er Jahre das Geld ihres reichen Vaters mit vollen Händen ausgibt. Während einer Party wird ihr Glück jäh gestört, als ihr ein alter Freund eröffnet, dass sie ihren Vater innerhalb von zwölf Tagen finden muss. Andernfalls werde dieser offiziell für tot erklärt, wodurch sie ihren Anspruch auf sein Erbe verliere und das gesamte Geld an einen ehemaligen Geschäftspartner namens Bentik gehe. Sie heuert daraufhin das Weltkriegs-Fliegerass Patrick O’Malley an, der sie mit seinen Flugzeugen bei der Suche nach ihrem Vater unterstützen soll. O’Malley nimmt sich der Aufgabe an, da er aus anderen Gründen die Stadt verlassen muss.
Ihre Reise führt sie durch mehrere Länder, unter anderem Afghanistan und die Provinz Waziristan im damaligen Britisch-Indien. Schließlich treffen sie in der Provinz Xinjiang in China auf den exzentrischen Bradley Tozer, der ein kleines Dorf gegen die Angriffe eines Warlords verteidigt. O’Malley und Eve Tozer helfen ihm, den Kampf zu gewinnen. Eves Vater lehnt jedoch ab, mit ihr nach London zurückzukehren. Dies hat keine Nachteile für Eve, da diese durch den angeblichen Tod ihres Vaters zwar die (fast wertlose) Firma verliert, aber die wertvollen Patente erbt.

## Kritiken
‚Höllenjagd bis ans Ende der Welt‘ ist kein schrecklicher Film, aber ein lebloser. Er folgt der Form des ‚Jäger des verlorenen Schatzes‘, ohne dessen Comic-Rhythmen zu finden. Die Regieführung hat ein nettes, stetiges Tempo, aber ohne Flair und ohne das Gefühl, dass irgendwas riskiert werden würde. Der Film erzählt eine absolute Standard-Geschichte, so dass wir nie um die Charaktere fürchten und ihnen kaum Glauben schenken.

## Auszeichnungen
Saturn Award 1984
- Nominierung in der Kategorie beste Hauptdarstellerin für Bess Armstrong
- Nominierung in der Kategorie Bester Fantasyfilm